# Giuseppe Grosso
Giuseppe Grosso (Torino, 24 luglio 1906 – Villaco, 27 ottobre 1973) è stato un giurista e politico italiano.
Fu sindaco di Torino e presidente della Provincia di Torino.

## Biografia
Insegnò storia del diritto romano all'Università di Torino. È stato un illustre studioso di Storia del Diritto Romano e di Diritto Romano.
È stato preside della facoltà di Giurisprudenza dell'Università di Torino dal 1945 fino alla sua morte, avvenuta nel 1973 per infarto sul treno che lo riportava in Italia da Vienna, dove aveva tenuto una conferenza.
La comunità scientifica italiana ed internazionale gli ha dedicato sei volumi di scritti in onore. Dopo la sua morte i suoi allievi hanno raccolto in tre volumi i suoi scritti minori.
Generazioni di studenti della Facoltà di Giurisprudenza dell'Università di Torino si sono formati alle sue lezioni e sui suoi libri.
Prima di essere chiamato all'Università di Torino, dove arrivò nel 1935, ha insegnato nelle Università di Camerino (dove ebbe il primo incarico universitario a soli ventitré anni), di Parma, di Modena, di Pisa e di Genova. Durante la resistenza ha fatto parte del CLN scuola piemontese.
Esponente della Democrazia Cristiana, fu presidente della Provincia di Torino dal 1951 al 1965 e sindaco di Torino dal 1965 al 1968. Ricoprì altri numerosi incarichi: fu presidente della Fondazione Luigi Einaudi, membro del Consiglio Superiore della Pubblica Istruzione, membro del Consiglio di amministrazione della Accademia Albertina Belle Arti, presidente del Comitato pittori d'oggi Italia-Francia, membro del Comitato per la fondazione del Centro Studi Piero Gobetti, presidente dell'Unione Province d'Italia, presidente dell'Associazione italiana per il Consiglio dei Comuni d'Europa.
Nella sua attività politica ha difeso con determinazione gli interessi del Piemonte e di Torino, contribuendo al decollo di alcune importanti infrastrutture. Ha avuto un ruolo di rilievo nel tracciare il quadro dei collegamenti autostradali e stradali di Torino con la Francia ed altre regioni italiane. Ha contribuito a fondare l'IRES, l'istituzione economica pubblica destinata a fare decollare iniziative economiche pubbliche e private del Piemonte.
È stato difensore del sistema delle autonomie locali, nelle quali individuava la linfa più vitale del Paese, l'unica in grado di assicurare un collegamento effettivo fra cittadini e mondo della politica, evitando pericolosi scollamenti fra società civile ed attività pubblica.
È stato uomo dalle visioni strategiche, e ha cercato di muoversi in questa prospettiva.
Si è sovente scontrato con i potenti ed i potentati locali e nazionali. In una città dominata, allora, dalla Fiat, non ha avuto remore a sfidare lo status quo. La sua onestà personale era per altro verso proverbiale, cosa solitamente giudicata rara nel mondo politico.
Nel 1956, in qualità di presidente della Provincia, fondò la Biblioteca storica della Provincia, oggi denominata Biblioteca di storia e cultura del Piemonte "Giuseppe Grosso". La biblioteca, pensata dapprima come centro di documentazione specializzato nella storia del Piemonte e degli antichi Stati Sardi, evolse negli anni sino a divenire una biblioteca di ambito regionale particolarmente ricca di testi ed archivi dedicati a storia, arte, cultura del Piemonte: fu curata da studiosi come Luigi Firpo, Franco Venturi, Walter Maturi e Guido Quazza e venne aperta al pubblico nel 1964. Fu anche presidente dell'Accademia delle Scienze di Torino dal 1962 al 1967, con una breve interruzione, nonché socio nazionale dell'Accademia dei Lincei.
È stato insignito dell'onorificenza di Cavaliere di Gran Croce all'ordine della repubblica italiana e della rosetta della Legion d'onore francese. Ha ricevuto la medaglia d'oro dei benemeriti della cultura italiana.
Anche il figlio Carlo Federico Grosso si è dedicato agli studi giuridici, sia pure in un settore del tutto diverso, quale è il diritto penale, diventando professore universitario di diritto penale ed avvocato penalista, ed è stato, fra l'altro, anche vicepresidente del Consiglio superiore della magistratura.

## Pubblicazioni
È stato autore di numerose pubblicazioni, come le Lezioni di storia del diritto romano, e le monografie su I legati, Obbligazioni, Usufrutto, Contratti, Premesse generali al corso di diritto romano.